# San Andrés Villa Seca
San Andrés Villa Seca est une ville du Guatemala dans le département de Retalhuleu.

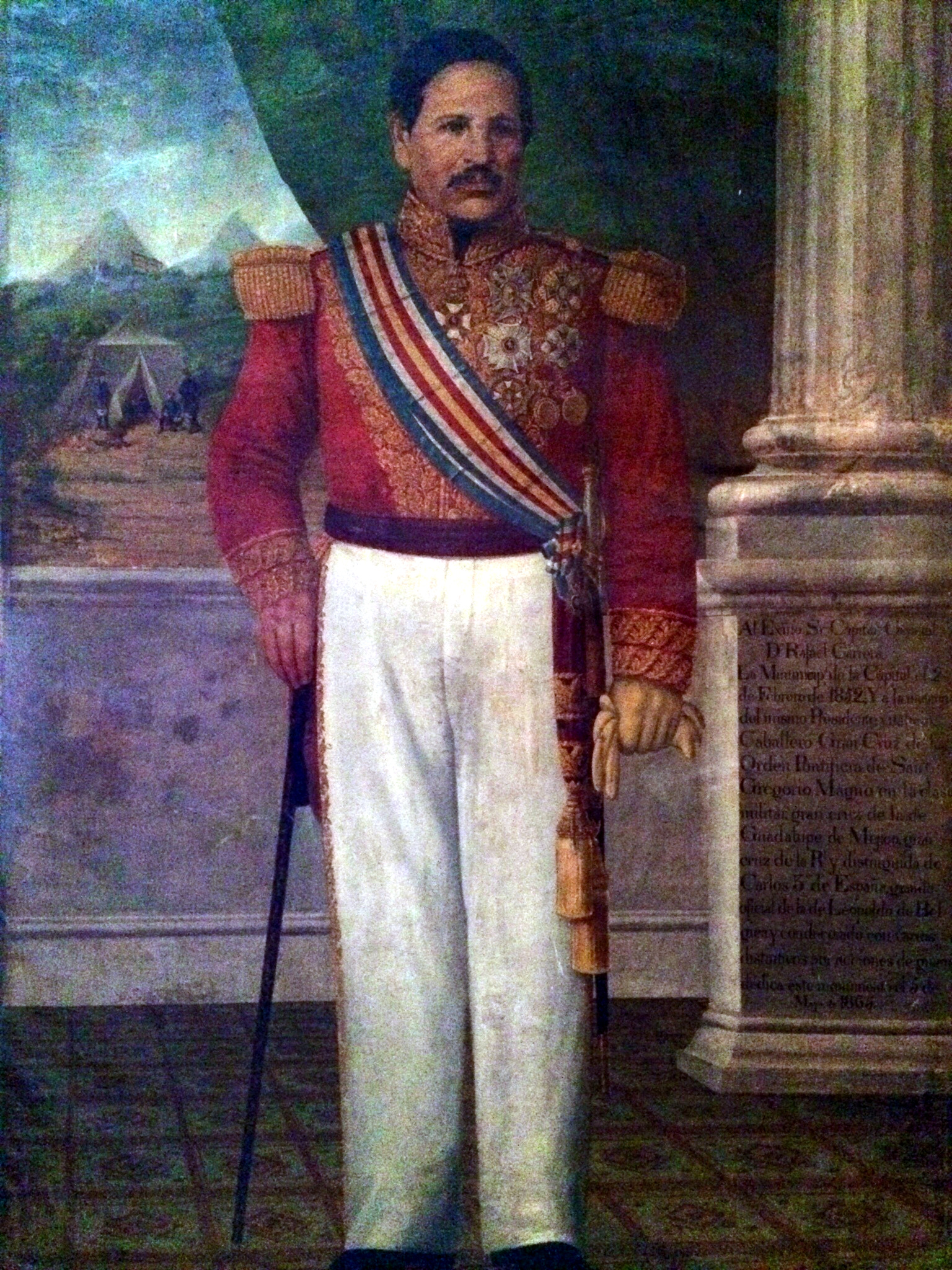
Portrait officiel du capitaine général Rafael Carrera